# Karl Schebesta
Karl Schebesta (* 18. Jänner 1906; † 25. Juni 1969) war ein österreichischer Politiker (ÖVP) und Kaufmann. Schebesta war von 1962 bis 1964 Abgeordneter zum Landtag von Niederösterreich.
Nach dem Besuch der Pflichtschule absolvierte Schebesta eine Wagen- und Karosseriebauerlehre und trat 1925 in den Postdienst ein. Er war als Personalvertreter aktiv und wurde 1938 aus politischen Gründen verhaftet. Ab 1944 musste er Militärdienst leisten, wobei er in amerikanische Kriegsgefangenschaft geriet, aus der er erst 1946 zurückkehrte. Nach dem Zweiten Weltkrieg war Schebesta ab 1947 Landessekretär des Wirtschaftsbundes, wobei ihm der Berufstitel Kommerzialrat verliehen wurde. Schebesta vertrat die ÖVP vom 11. Dezember 1962 bis zum 19. November 1964 im Niederösterreichischen Landtag. Er wohnte in Schönabrunn.